# Межилеска
Межи́леска (укр. Межиліска) — село на Украине, находится в Народичском районе Житомирской области.
Код КОАТУУ — 1823786001. Население по переписи 2001 года составляет 250 человек. Почтовый индекс — 11451. Телефонный код — 4140. Занимает площадь 1,207 км².

## Адрес местного совета
11451, Житомирская область, Народичский р-н, с.Межилеска